# 日本スポーツチア&ダンス連盟
日本スポーツチア&ダンス連盟（にほんスポーツチアアンドダンスれんめい）は、チアリーディングの普及活動を通じて誰もが参加できるスポーツとして健全な精神の構築に寄与することを目的とした日本の国内競技連盟。IOC承認国際競技連盟国際チア連合 (ICU) の日本の国内競技連盟。通称チアジャパン。

## 概要
2010年、一般社団法人日本チアダンス協会とUSAジャパンの協力のもと設立。競技者と観客との一体的感動を共有する事をチアスピリットの根幹とし、国内はもとより国際的にも多くの人たちとの交流を深め、豊かな社会の形成に貢献していく活動を行っている。2019年5月まで日本チアダンス協会と本部を「東京都港区赤坂4丁目8番19号赤坂表町ビル西館5階」に同居していた。
競合団体は2020年9月現在、日本スポーツ協会に加盟している日本チアリーディング協会。
2020年10月、公益財団法人スペシャルオリンピックス日本（SON）と協力提携に関する覚書締結。
2024年12月、特定非営利活動法人日本ワールドゲームズ協会入会。